# 시라코촌
시라코촌(白子村)은 사이타마현 기타아다치군에 존재했던 촌이다. 

## 지리
- 사이타마현 기타아다치 지역의 아라카와강 우안(구 니쿠라군 지역)에 위치한다.
- 2006년 현재 와코시 남동쪽 반에 해당한다.

## 역사
- 1889년 4월 3일 - 정촌제 시행에 의해 니쿠리군 시라코촌이 성립하였다.
- 1896년 3월 29일 - 니쿠리군이 기타아다치군에 편입에 수반해 기타아다치군 시라코촌이 되었다.
- 1943년 4월 1일 - 니쿠라촌과 합병해, 야마토정이 성립하여, 시라코촌은 소멸하였다.